# 1926 Demiddelaer
1926 Demiddelaer (1935 JA) là một tiểu hành tinh vành đai chính được phát hiện ngày 2 tháng 5 năm 1935 bởi Delporte, E. ở Uccle.